# Тракал Ладіслав Йосипович
Ладіслав Йосипович Тракал (чеськ. Ladislav J. Trakal, рос. рос. Ладислав Иосифович Тракал; 27 червня 1873, Дебрж, округ Млада Болеслав, Австро-Угорщина — 1 червня 1951 Прага, Чехія) — український і чеський живописець, графік, ілюстратор, дизайнер та педагог. Один з найбільш видатних представників українського та чеського модерну. Піонер українського символізму. Один з фундаторів Харківської художньої школи. Як педагог виховав цілу плеяду прославлених художників таких як В. Єрмілов (1894—1968), Б. Косарев (1987—1994), В. Фіала (1896—1980), Г. Цапок (1896—1971).

## Життєпис
Ладіслав Тракал народився 27 червня 1873 року в Чехії, яка тоді входила до Австро-Угорської імперії, в місті Дебрж в окрузі Млада Болеслав. У родині вчителя-директора місцевої школи Йосипа (Josef) Тракала і Йосефи (Josefa) Тракалової. Першу освіту здобув в школі у свого батька. Після в Імператорської гімназії, де навчався малювання у Т. Шеллера.
У 1889 році переїхав до Праги, з 1889 по 1892 рік навчався в Імператорській вищій реальній гімназії, загальноосвітніх предметів і малювання, яке він вибирав за своїм бажанням. З дитинства в ньому відчувалося прагнення до мистецтва. Він виріс в інтелігентній родині, найстарший з його братів Йосип (Josef) був знаменитим юристом, доцентом кафедри філософії і права Карлового університету в Празі. Ще один старший брат Карел був доцентом кафедри філології, викладачем різних мов, він і навчив Ладислава російській. Брат Августин, прищеплював молодому художнику почуття стилю, він так само був викладачем малювання, але основний час присвячував роботі в архітектурному напрямку. До моменту надходження до Художньо-Промислової школи (нині Вища школа прикладного мистецтва) в Празі, Ладіслав Тракал мав серйозний багаж знань і навичок і сильно відрізнявся від своїх однолітків. Його викладачами на різних курсах були Emanuel Krescenc Liska (1852—1903), Stanislav Sucharda (1866—1916), Anton Helméssen (1854—1930), Otakar Hostinský (1847—1910), Schmoranz Gustav (1858—1930), Stibral Jiří (1859—1939).
У 1895 році отримавши звання кандидата в професора, він надходить на заключний 4 курс, до видатного художнику епохи чеського відродження Франтішеку Женішеку (František Ženíšek) (1849—1916) в відділення Декоративний живопис і малюнок. У 1896 році, закінчує навчання і практику, а також отримує звання академічного художника і професора. У цьому ж році у нього і його дружини Ольги народжується син Ладіслав.

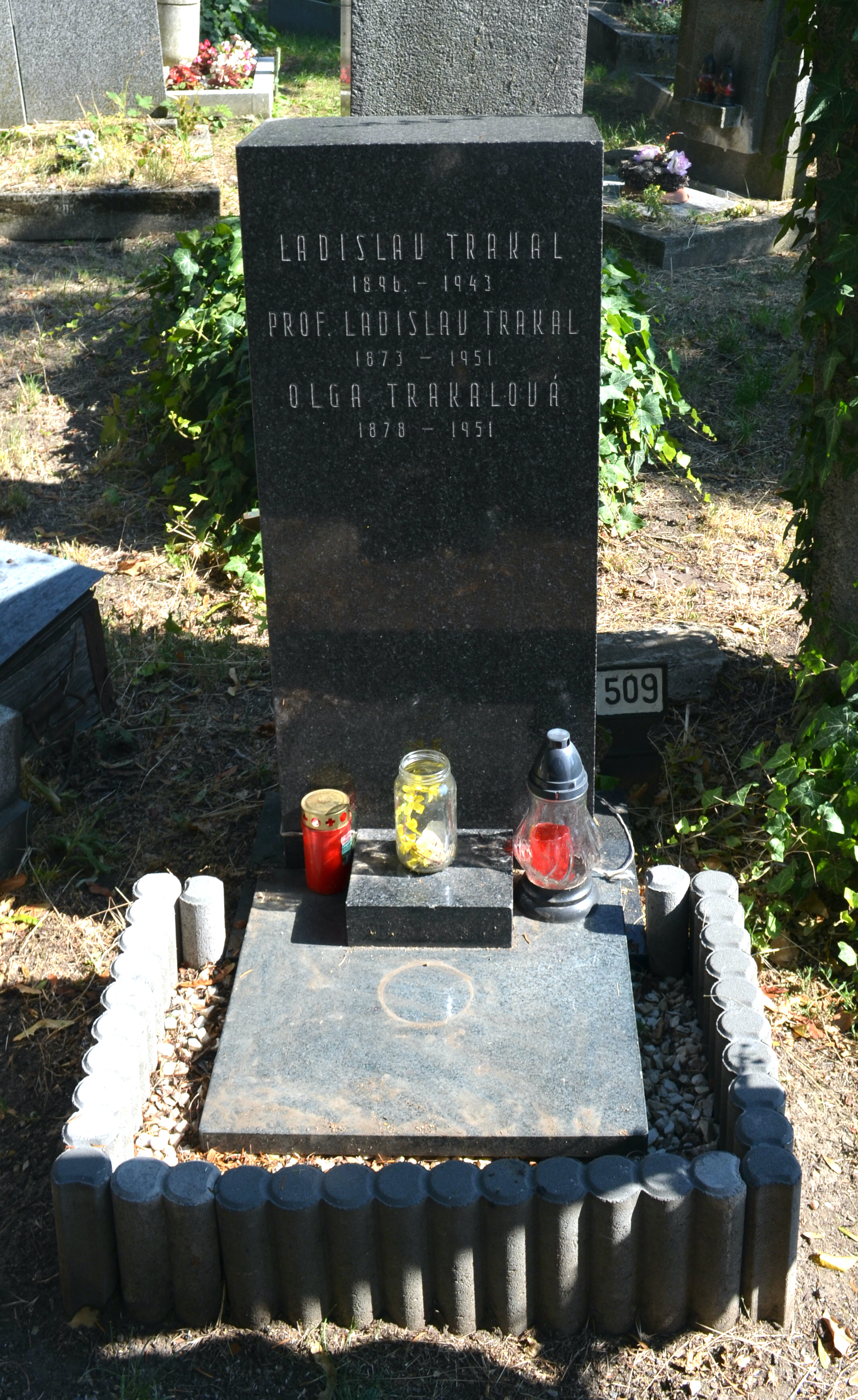
Могила Ладислава Тракала, його дружини Ольги і їх сина Ладислава. Ольшанський цвинтар, Прага. 2019

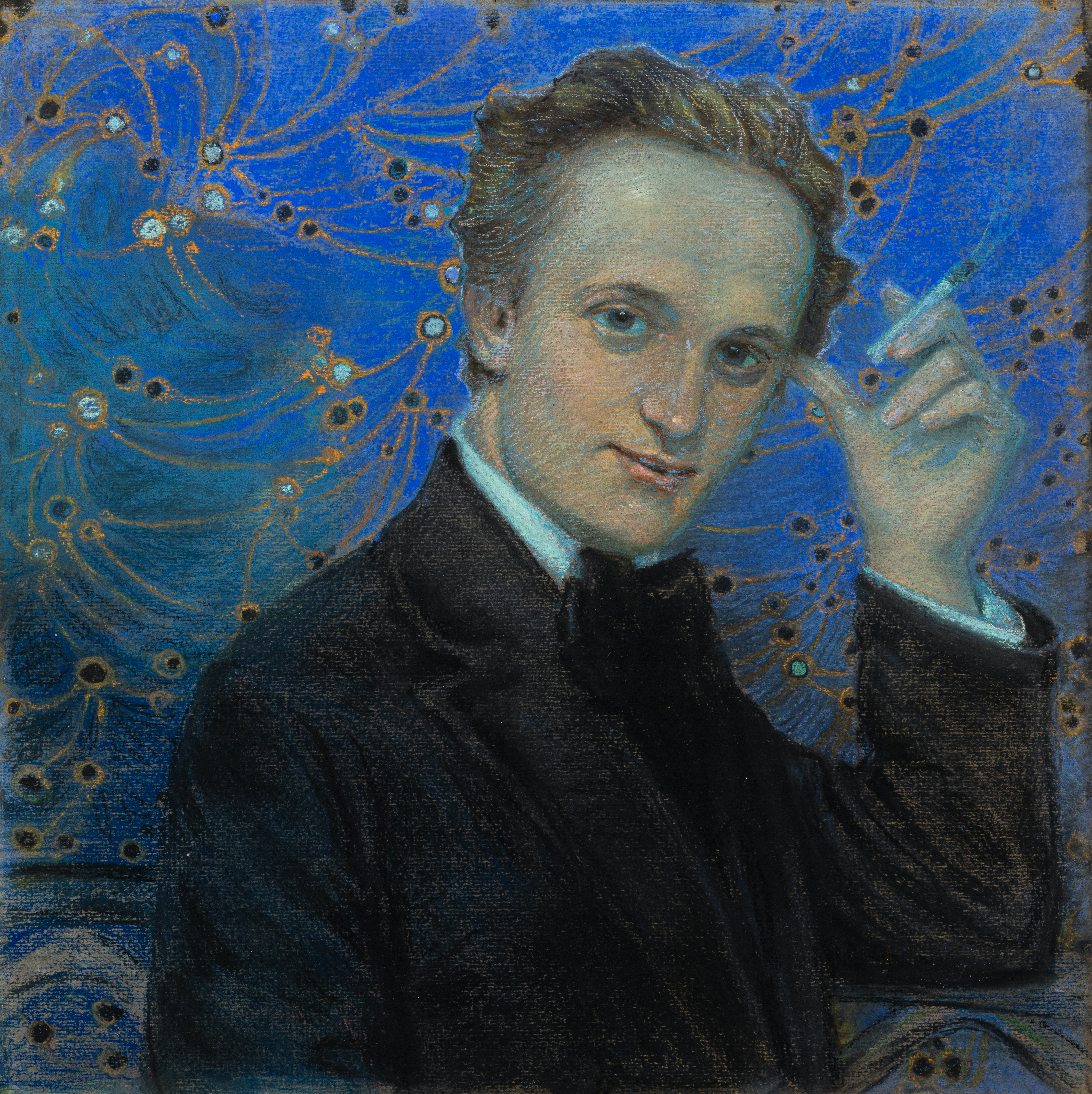
Л. Й. Тракал. «Портрет сина». 1916

У 1897 році Тракал зі своєю сім'єю переїжджають до Харкова. Російська імперія стає для Тракала, відправною точкою для творчих пошуків. Він багато подорожує її межами, закохується в Українську природу бачачи її по-особливому. Крізь призму свого погляду на світ. Він відкриває для місцевих художників стиль модерн. Йому надходить велика кількість замовлень на декоративні та альфрейні розписі. У листопаді 1897 року, коли був з сім'єю в Одесі, його дружина Ольга народжує другого сина Августина-Карла, який помирає протягом місяця. Далі в 1898 році, Ладіслава Йосиповича запрошують до відкриття Художньо-ремісничної навчальної майстерні Декоративного  живопису імені полковника Бородаївського (пізніше перейменована в Декоративно-малювальну школу) (з 1909 р. Був її директором), викладати живопис і композицію, історію і моделювання орнаменту, а так само історію стилю. Школа була його дітищем, і визнаною на території все Російської Імперії. О. Бенуа, відвідавши її в 1904 році, розпорядився подати Тракала до найвищої нагороди Імператорської академії мистецтв, за серйозний внесок в художню освіту. Її випускниками були багато згодом видатні художники-авангардисти такі як: В. Єрмілов (1894—1968), Б. Косарєв (1987—1994), В. Фіала (1896—1980), Г. Цапок (1896—1971), та інші. Основним завданням школи було навчити дизайнерів і декораторів, ремісників і альфрещіков. Школа стала аналогією Празької художньо-промислової школи, випускником якої був Тракал. І в своєму роді була унікальним навчальним закладом, який було здатне навчити європейському мистецтву, і особливо Модерну, який в ті роки так бурхливо підкоряв простори континенту.
Вже з перших років життя і творчості в Харкові, Тракал зумів справити сильне враження своїми символістичного роботами, на місцевих критиків. Він майстерно писав портрети, і пейзажі. Учні Тракала займалися розписами будівель за його ескізами в стилі модерн.

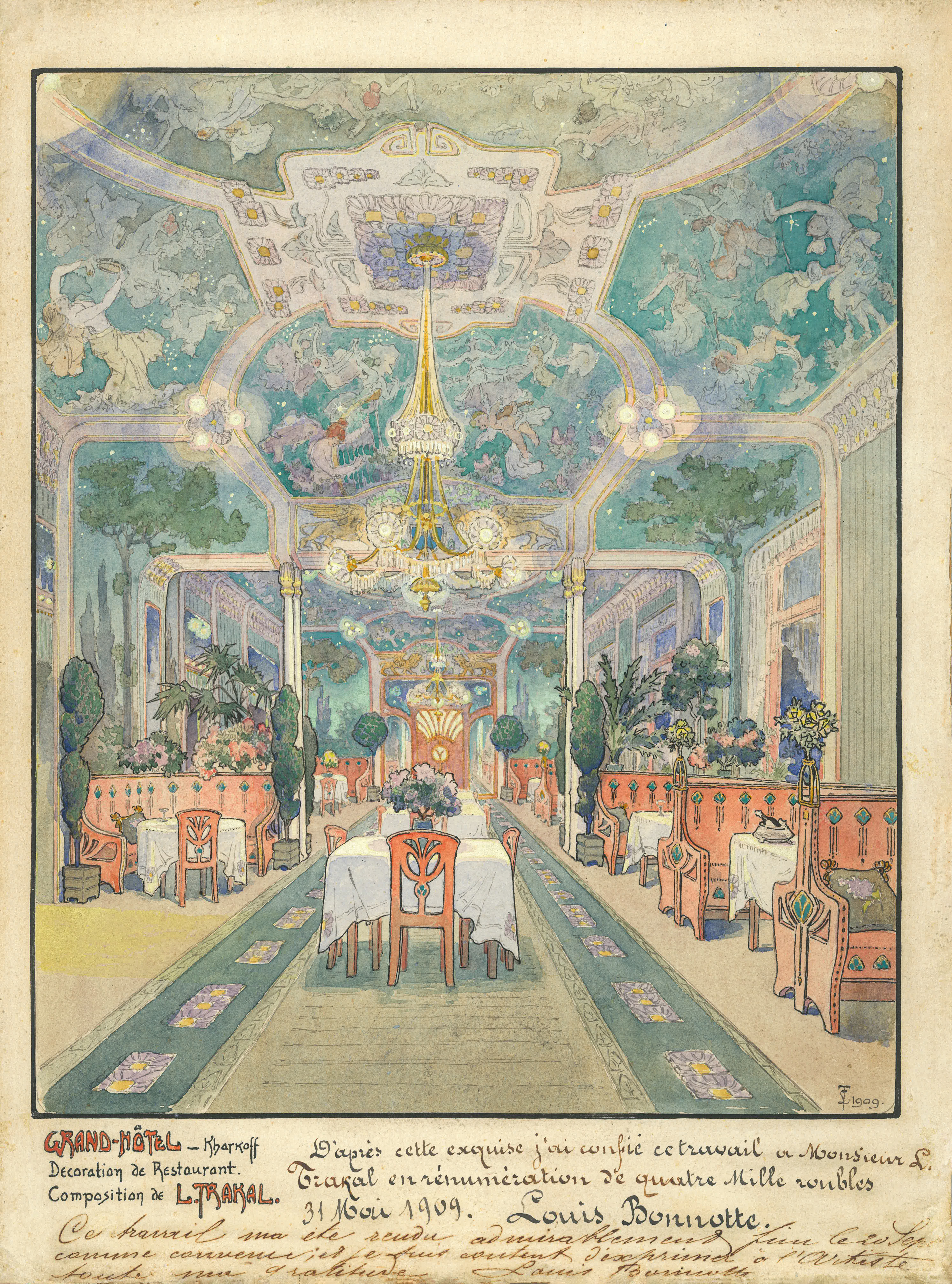
Л. Й. Тракал «(ГРАНД-ГОТЕЛЬ — Харків) Ескіз оформлення ресторану». 1909

Ладіслав Йосипович брав участь у виставках гуртка місцевих художників (1901—1908), в створенні Товариства харківських художників і його виставках (1905—1916), був ідейним лідером суспільства. Організовував культурні вечори. Його пов'язували дружні стосунки з українським живописцем Сергієм Івановичем Васильківським (1854—1917). За роки життя в Харкові де-факто зробив множинні реформи мистецької освіти, впровадив європейський прогресивний підхід до мистецтва. Одним з головних постулатів вчення Тракала було звернення до смисловим навантаженням його творів. І прагненням, навчити своїх учнів, тому ж.
Особливий стиль художника, що пройшов свій шлях від раннього модерну і символізму, з рисами епохи романтизму до власного декоративного стилю. У його роботах спостерігається, поєднання різних стилістичних рис. Злиття імпресіонізму і модерну, символізму та експресіонізму. Твори, які стосуються періоду з 1898 по 1910 є найкращим віддзеркаленням модерну в живописі. Роботи написані Тракалом в період з 1910 по 1917, з циклів світло-тіні життя і циклу казок, приклад символізму, рідкісного для того часу, і унікальним для всього українського мистецтва. Його роботи символистического характеру, стилістично близьку до експресіонізму, роками пізніше візьмуть за основу багато художників футуристи і кубофутурісти, об'єднання «сім плюс три» і близькі до них художники. Майстер працював, в різних техніках, таких як: масло, темпера, пастель, акварель, вугілля, сангіна. А також розробив власну техніку, на основі акварелі з пастеллю. У 1911 році, брати участь в з'їзді російських художників в Санкт-Петербурзі разом з своїм заступником А. П. Романенко, а також М. Р. Пестрикова (1864 — 19 30) і М. П. Крошечкіним- Крошицького (1870—1935). В цьому ж році проходив конкурс на створення пам'ятника Т. Г. Шевченку в Києві, до якого він представив свій проєкт. Після революції продовжував жити працювати в Харкові, в 1919 брав участь в створенні «Союзу мистецтв», а так співпрацював з журналом «Шляхи творчості».
У 1921 році вимушено емігрував до Праги разом зі своєю дружиною. У 1922 році подав заяву в Міністерство закордонних справ в Чехії про репатріацію його сина з його сім'єю і його художніх цінностей з Харкова. Велика кількість робіт були транспортовані до Праги, від академічного періоду до робіт, створених за весь період проживання в Харкові, Одесі, Криму та інших містах. Виїхавши з Харкова, він сильно тужив, але повернуться вже не міг. Достеменно невідомо чи було це пов'язано з остаточним встановленням комуністичної влади, і з тим що його син боровся в роки громадянської війни на боці білої гвардії. Поселившись в Празі, він був запрошений викладати живопис і малюнок в Російський Педагогічний університет Я. А. Коменского в Празі, при ньому відкрив свою студію. Так само співпрацював з Чехословацьким Військовим Науковим Інститутом при Військовому музеї, який набував у нього роботи на тему жовтневої революції і звертався до Тракала за реставрацією особливо важливих експонатів. У 1924 підписав контракт на роботу вчителем малювання в чеське державне реальне училище на Смєхові. Співпрацював з Чеським графічним союзом, і художнім заводом «Франтішек Чермак», по виготовленню печаток, кліше і стереотипів. У період з 1922 по 1930-і займався ілюструванням книг і підручників. Разом з українським емігрантом з Києва письменником Альфредом Бемом (1886—1945), створив і ілюстрував перший (1924) і другий (1926), чеський підручник по Російській мові. Так само продовжував викладацьку діяльність, навчивши велику кількість художників, місцевих та емігрантів з колишньої Російської імперії. Створював ескізи до театральних декорацій, в модному в ті роки стилі ар деко. У 1927 разом з іншими представниками еміграції, і колегами по Російському Педагогічному університету Я. А. Коменского в Празі, брав участь в з'їзді російських вчених в Белграді. У 1929 році був обраний головою «Круга друзів» незалежного об'єднання чехословацьких легіонерів, членам якого він був. У 1930—1933, Ладиславу Йосиповичу разом зі своєю сім'єю вдалося відвідати Радянський Союз, Крим. З 1939 по 1945 в зв'язку з німецькою окупацією Праги, він і його сім'я переживають важкі часи, в 1943 році від туберкульозу повернувшись з фронту, з життя йде його син Ладіслав. Після смерті сина практично повністю, зупиняється творча діяльність. 1 червня 1951 року народження, йдуть з життя 78-річний художник і його дружина Ольга. Їх виявляють родичі на наступний день. Йому діагностують дегенеративні зміни і фіброз серцевого м'яза, а їй склероз коронарних артерій. Ладислава і Ольгу ховають на Ольшанському цвинтарі в Празі одній могилі з їхнім сином.

## Дати
1873 — народився в місті Дебрж (70 км від Праги).
1879—1884 — отримав початкову освіту в місцевій школі, керівником якої був його батько.
1884—1889 — навчання в Імператорській гімназії в місті Дебрж (Загальноосвітні предмети і малювання у T. Sheller).
1889 — переїхав до Праги для навчання в Імператорській вищої реальної гімназії (1890—1892. Загальноосвітні предмети і малювання).
1892—1895 — закінчив 3 курси в художньо-промисловій школі в Празі (нині — Вища школа прикладного мистецтва) відділення «Малюнок та живопис фігури і орнаменту», де навчався у викладачів: Emanuel Krescenc Liska (1852—1903), Stanislav Sucharda (1866—1916), Anton Helméssen (1854—1930), Otakar Hostinský (1847—1910), Schmoranz Gustav (1858—1930), Stibral Jiří (1859—1939) та інших. Відвідував студію Франтішека Женішека (František Ženíšek) (1849—1916). Отримав звання кандидата в професора.
1893—1896 — пише замовні портрети, а також займається розписом інтер'єрів в Празі.
1893 — створює ілюстрації до казок, бере участь в гуситських зборах, пише живописні роботи релігійно-філософського характеру.
1895—1896 — закінчив спеціальний, заключний (4-й) курс в Художньо-промисловій школі у Франтішека Женішека (1849—1916) відділення «Декоративний живопис і малюнок». Індивідуально займався фігурної і орнаментальної живописом, а також малюнком будівель і фігур, розписом церков.
1896 — закінчив навчання в Художньо-промисловій школі і отримав звання академічного художника і професора.
1896 — народження сина Ладислава і весілля.
1897 переїхав з родиною до Харкова, і з цього року приймає замовлення на декоративні та альфрейними розпису інтер'єрів будівель.

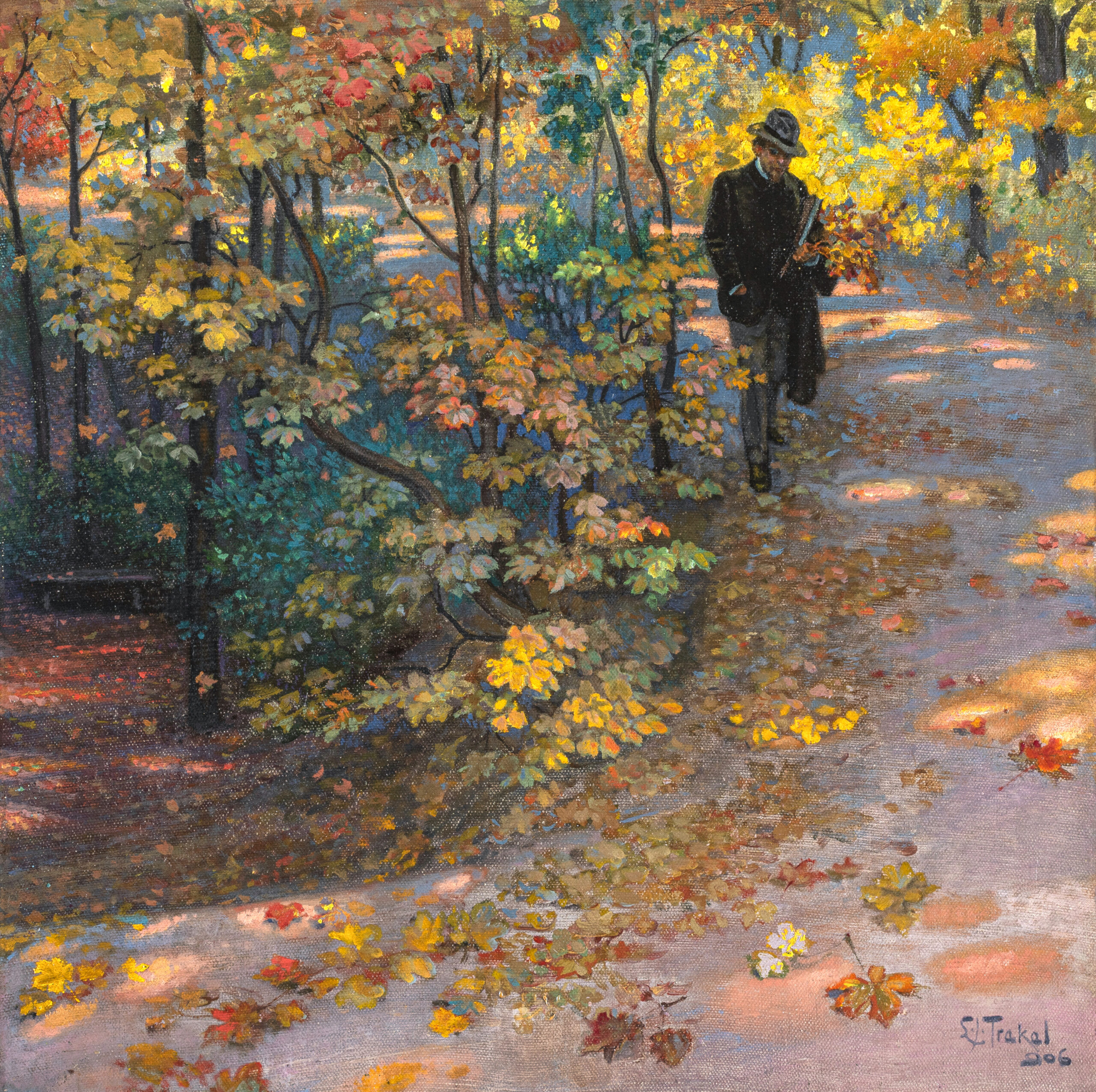
Ладіслав Тракал у парку Шевченка (Університетський сад до револ.)

1897 — подорожував до Одеси, де народився і протягом місяця помер його другий син Августин-Карл.
1898 — був запрошений викладати в Художньо-ремісничу навчальну майстерню Декоративною живопису імені полковника Бородаївського (пізніше перейменована в Декоративно- малювальну школу). Працює на посаді викладача живопису і композиції, історії та моделювання орнаменту, а також історії стилів.
1900 — займається розписом приміщень «Гранд-Готелю Проспер» на Павлівській площі в Харкові, а також численних інших будівель в Харкові, урядових і міських садиб.
1901 — бере участь у виставках «Кружка місцевих художників» (1900—1908).
1903 — придбав будинок поруч зі школою по вулиці Ветеринарної, 21 (нині вул. Свободи, 23). Був удостоєний найвищої нагороди від Імператорської Академії мистецтв за великий внесок в художню освіту.
1903 — багато подорожує по просторах великої Імперії.
1904 — набув ще один приватний будинок в Харкові, в районі Павлівки.
1904 — написав картину на честь приїзду до Харкова Імператора Миколи II, зобразивши його на коні. На виставці «Кружка місцевих художників» справив приголомшливе враження своїми символістськими роботами на харківську публіку і отримав схвальні відгуки від харківських критиків.
1905 — бере участь у створенні «Товариства Харківських художників» (далі — ТХХ) в якості заступника голови.
1905—1916 — бере участь у виставках ТХХ, отримує найкращі коментарі з боку критиків.
1907 — з цього року і в майбутньому часто відвідує Крим.
1908 — створив і направив від Декоративно-малювальної школи вітальну адресу Льву Миколайовичу Толстому до його 80-річчя.
1909 — був призначений директором Декоративно-малювальної школи. До цього часу де-факто вважався кращим викладачем образотворчого мистецтва на Харківщині.
В період роботи в школі з 1898 по 1916 навчив багатьох згодом відомих художників-авангардистів, таких як В. Єрмілов (1894—1968), Б. Косарев (1987—1994), В. Фіала (1896—1980), Г. Цапок (1896—1971) та інших.
1909 — створив проект оформлення та розпису ресторану в «Гранд-готелі Проспер», самого шикарного в ті роки ресторану в Харкові.
1911 — брав участь у Всеросійському з'їзді художників у Санкт-Петербурзі, а також в конкурсі на створення пам'ятника Т. Г. Шевченка в Києві.
1918 — створив проект оформлення домової церкви в особняку редактора найбільшої харківської газети «Південний край» О. О. Юзефовича.

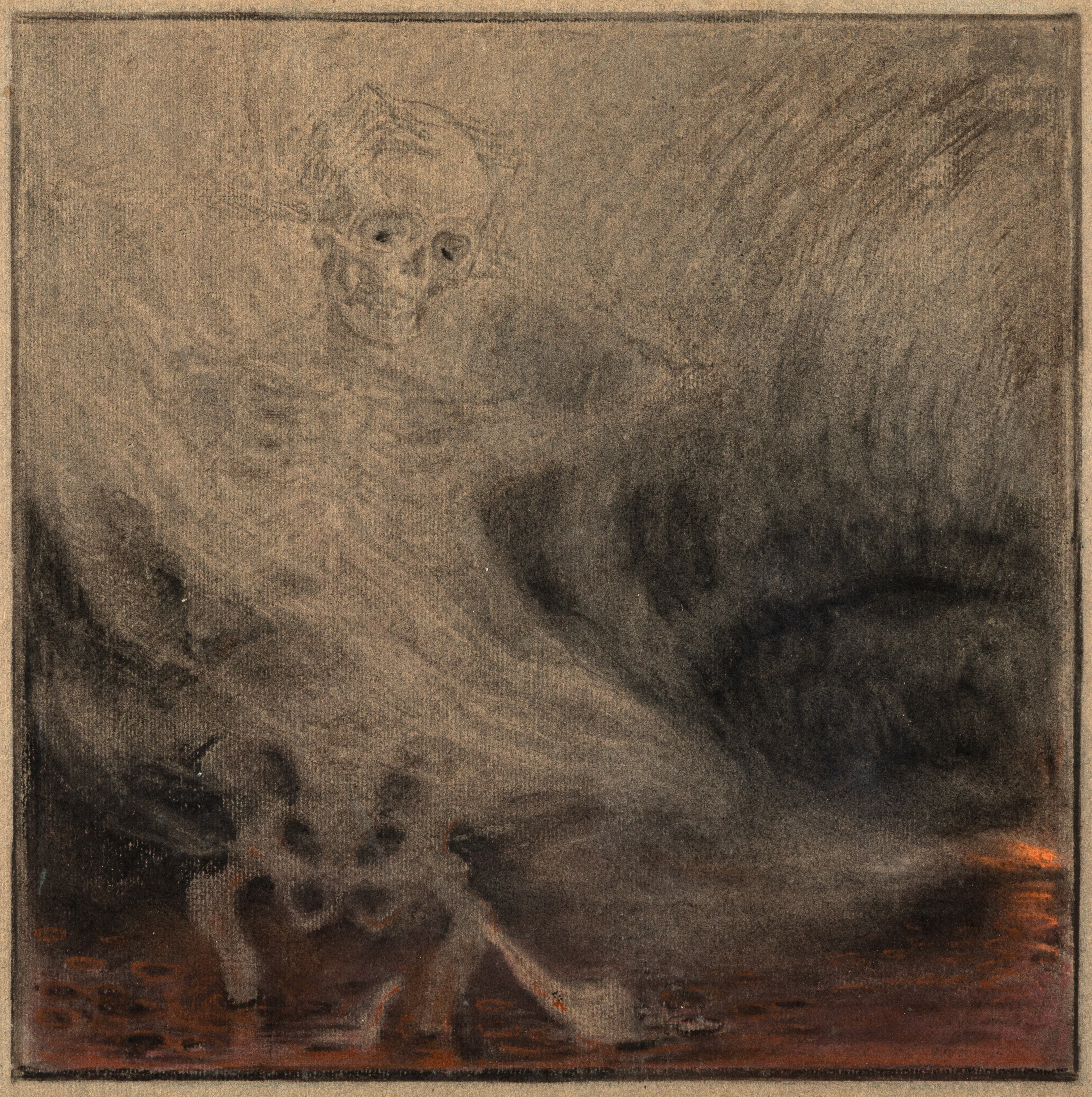
Л. Й. Тракал. «Жах», з циклу "Світло-тіні життя ". 1915

У цей період перебування в Харкові з 1897 по 1921 створив безліч символічних робіт містичного характеру, а також велику кількість портретів і пейзажів, що відображають епоху модерну.
Сприяв європеїзації Харкова, запрошуючи до Харкова іноземних художників та архітекторів. Організовував культурні зборів (вечора), на які запрошував провідних художників міста.
1919 — брав участь у створенні «Союзу мистецтв» і в першій його виставці. Співпрацював з журналом «Шляхи творчості», оформленням якого займався його учень Б. Косарев (1987—1994). Видав у нього статтю, в якій детально виклав мети і завдання Комітету «Союзу мистецтв».
1921 — разом з сім'єю вимушено емігрував до Праги.
1922 — подав заяву до Міністерства закордонних справ Чехії про репатріацію його сина з сім'єю і його художніх цінностей з Харкова. Був запрошений викладати в Російський Педагогічний інститут ім. Я. А. Коменського в Празі, в ньому відкрив свою студію.
1923 — співпрацює з Чехословацьким військовим науковим інститутом при Військовому музеї, в якому займається реставрацією особливо цінних експонатів. Науковий інститут придбав у нього малюнки, що відображають події Жовтневої (Червоної) революції. Співпрацює з місцевим театром, в якому на фортепіано грає його син. Створює ескізи театральних декорацій.
1924 — викладає малювання в Чеському державному реальному училищі на Сміхове (район Праги). Співпрацює з Чеським графічним союзом і художнім заводом «Франтішек Чермак» по виготовленню печаток, кліше і стереотипів.
1924—1926 — займається ілюструванням першого і другого підручника російської мови в Празі.
1925 — співпрацює з фірмою С. Курка, створює малюнки для реклами Нестора-літописця «Мініатюра».
Складався і був обраний головою товариства «Коло друзів» Незалежної об'єднання Чехословацьких легіонерів (у складі Російської та Французької армій), які воювали в Першій світовій війні за незалежність Чехословаччини від Австро-Угорщини, до числа яких відносився його син Л. Л. Тракал.
1927 — з представниками російської та української еміграції брав участь в з'їзді російських вчених в Белграді.
1930—1933 — з сім'єю відвідував Крим.
1939 — продовжував викладати і займатися творчою діяльністю.
1939—1945 — в зв'язку з німецькою окупацією Праги переживає важкі часи, художня діяльність майже повністю припинена.
1943 — смерть сина Л. Л. Тракала.
1951 — померли Ладіслав Йосипович Тракал і його дружина Ольга. Поховані разом з сином на Ольшанському цвинтарі в Празі.

## Пам'ять

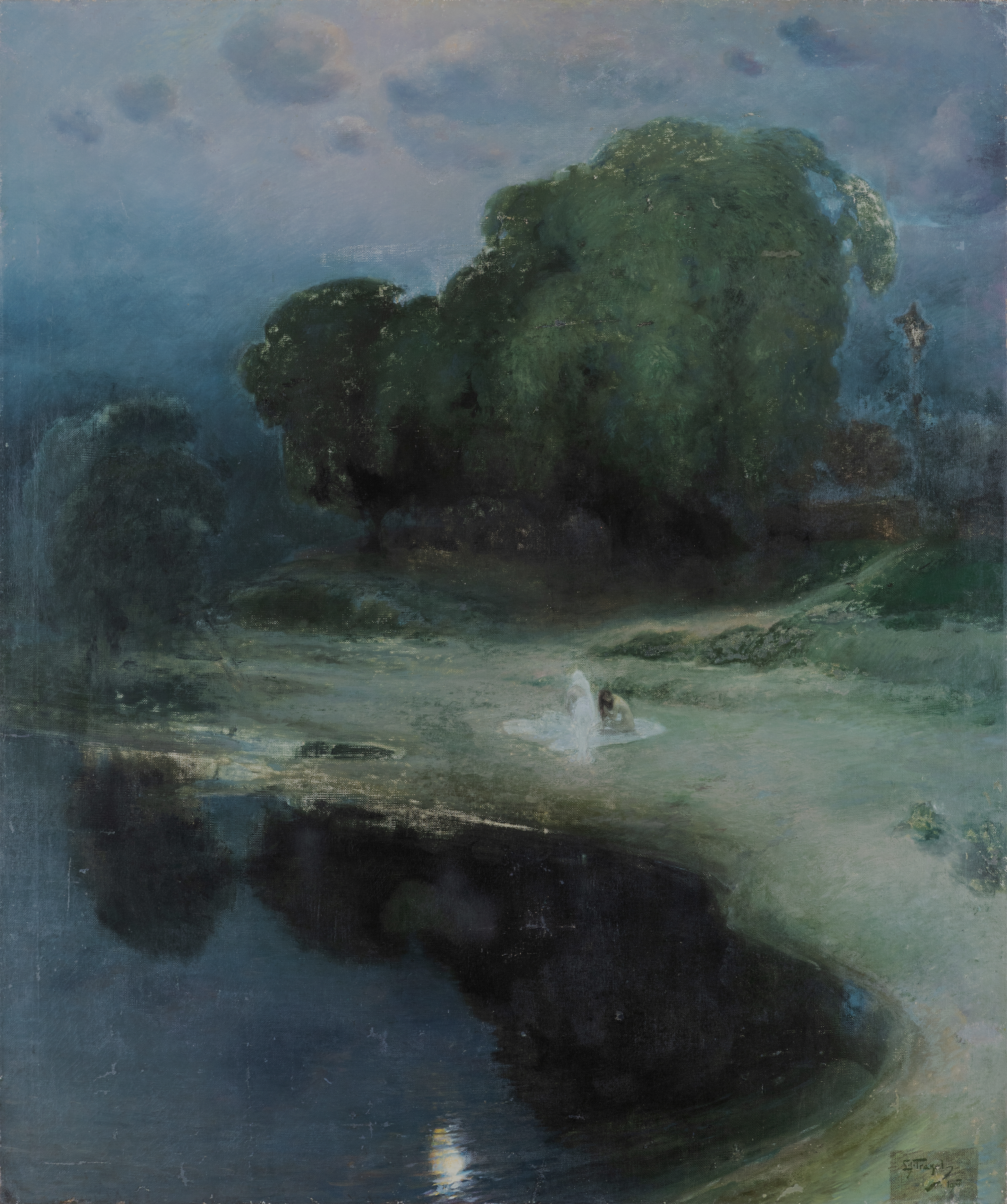
Л. Й. Тракал. «Ідилія». Харківський художній музей. 1907

Через 69 років з дня смерті Ладислава Йосиповича Тракала, завдяки зусиллями дослідника і колекціонера Якова Скульського, були знайдені спадкоємці художника які проживають в Празі.
Було відновлено етапи його творчого і життєвого шляху і систематизовано мистецьку спадщину. 2 жовтня 2020 року, в Харкові відкрилася повномасштабна виставка робіт художника «Повернення через сто років, Ладіслав Тракал — Художник і педагог».
А так же відбулася презентація наукового дослідження, монографії Я. М. Скульського — «Ладіслав Тракал — Художник і педагог».